# HIP 5158 c
HIP 5158 c (بالإنجليزية: HIP 5158 c)‏ هو كوكب خارج المجموعة الشمسية، في كوكبة قيطس، يتبع HIP 5158 ‏.

## الاكتشاف
اكتشف في 19 أكتوبر 2009، وكانت طريقة الاكتشاف Doppler spectroscopy.